# جين بيريز
جين بيريز (بالفرنسية: Jeanne Pérez)‏ هي ممثلة فرنسية، ولدت في 28 سبتمبر 1894 في فرنسا، وتوفيت بنفس المكان في 11 مايو 1975.

## وصلات خارجية
- جين بيريز على موقع IMDb (الإنجليزية)
- جين بيريز على موقع ألو سيني (الفرنسية)
- جين بيريز على موقع أول موفي (الإنجليزية)
- جين بيريز على موقع قاعدة بيانات الأفلام السويدية (السويدية)
- جين بيريز على موقع قاعدة بيانات الفيلم (الإنجليزية)
- جين بيريز على موقع كينوبويسك (الروسية)